# Platamops obliquus
Platamops obliquus es una especie de coleóptero de la familia Salpingidae.

## Distribución geográfica
Habita en América tropical.